# Back in Black
Back in Black – siódmy album studyjny australijskiego zespołu AC/DC, wydany 25 lipca 1980 roku. Back in Black jest pierwszym albumem AC/DC nagranym bez wokalisty Bona Scotta, który zmarł w lutym 1980 roku. Muzycy rozważali rozwiązanie zespołu z powodu jego śmierci, ale ostatecznie zdecydowali się kontynuować istnienie i szybko zatrudnili nowego wokalistę i twórcę tekstów piosenek, Briana Johnsona. Bracia Young zaczęli pracę nad tym albumem przed śmiercią Scotta, który zdążył napisać teksty do potencjalnych nowych utworów, po śmierci Scotta i przyjęciu nowego wokalisty, bracia postanowili zacząć pracę nad albumem od nowa. Robert John „Mutt” Lange, który pracował z AC/DC nad poprzednim albumem, Highway to Hell, został ponownie zaangażowany do produkcji.
Album został wydany w zremasterowanej wersji pod koniec 1994 roku, później został zamieszczony także na kompilacji Bonfire z 1997 roku. Dodatkowo, w 2005 roku została wydana edycja na dwustronnym CD (DualDisc), zawierająca album w formacie LPCM Stereo i film dokumentalny The Story of Back in Black.
Na całym świecie album sprzedany został już w ponad 49 milionach kopii, dzięki czemu jest na trzecim miejscu wśród najlepiej sprzedających się albumów wszech czasów, za Thrillerem Michaela Jacksona oraz The Dark Side of the Moon zespołu Pink Floyd.
W 2003 album został sklasyfikowany na 73. miejscu listy 500 albumów wszech czasów magazynu Rolling Stone.
We wrześniu 2021 nagrania w Polsce uzyskały certyfikat złotej płyty.

## Opis albumu
Back in Black zawiera niektóre z największych hitów AC/DC, takich jak „Hells Bells”, tytułowy „Back in Black”, czy „You Shook Me All Night Long”. Angus Young powiedział, że w całości czarna okładka albumu jest „oznaką żałoby” z powodu śmierci Scotta (czarny jest tradycyjnym kolorem dla żałoby). Album jest najpopularniejszym albumem AC/DC, trzecim najlepiej sprzedającym się albumem wszech czasów, oraz najlepiej sprzedającym się albumem jakiegokolwiek zespołu, z ponad 49 milionami sprzedanych kopii na całym świecie. W Stanach Zjednoczonych jest na piątym miejscu wśród najlepiej sprzedających się albumów, z 22 milionami sprzedanych kopii. Mimo ogromnego sukcesu komercyjnego, album nie uplasował się na 1., tylko na 4. pozycji krajowego zestawienia w USA. Dopiero następny album zespołu, For Those About to Rock We Salute You, osiągnął 1. pozycję.

## Lista utworów
| 1.  | „Hells Bells”                         | 5:12  |
|     |                                       |       |
| 2.  | „Shoot to Thrill”                     | 5:17  |
|     |                                       |       |
| 3.  | „What Do You Do for Money Honey”      | 3:35  |
|     |                                       |       |
| 4.  | „Givin′ the Dog a Bone”               | 3:31  |
|     |                                       |       |
| 5.  | „Let Me Put My Love into You”         | 4:15  |
|     |                                       |       |
| 6.  | „Back in Black”                       | 4:15  |
|     |                                       |       |
| 7.  | „You Shook Me All Night Long”         | 3:30  |
|     |                                       |       |
| 8.  | „Have a Drink on Me”                  | 3:58  |
|     |                                       |       |
| 9.  | „Shake a Leg”                         | 4:05  |
|     |                                       |       |
| 10. | „Rock and Roll Ain’t Noise Pollution” | 4:16  |
|     |                                       |       |
|     |                                       | 41:54 |
|     |                                       |       |
- Kompozytorami wszystkich utworów są Angus Young, Malcolm Young, i Brian Johnson.

## Twórcy

### Wykonawcy
- Angus Young – gitara prowadząca
- Malcolm Young – gitara rytmiczna
- Brian Johnson – śpiew
- Phil Rudd – perkusja
- Cliff Williams – gitara basowa

### Produkcja
- Producent: Robert John „Mutt” Lange
- Inżynier: Tony Platt
- Asystenci inżyniera: Jack Newber, Benji Armbrister
- Inżynier miksowania: Brad Samuelsohn
- Projekt okładki: Bob Defrin
- Fotografie: Bob Ellis